# Galveston (Texas)

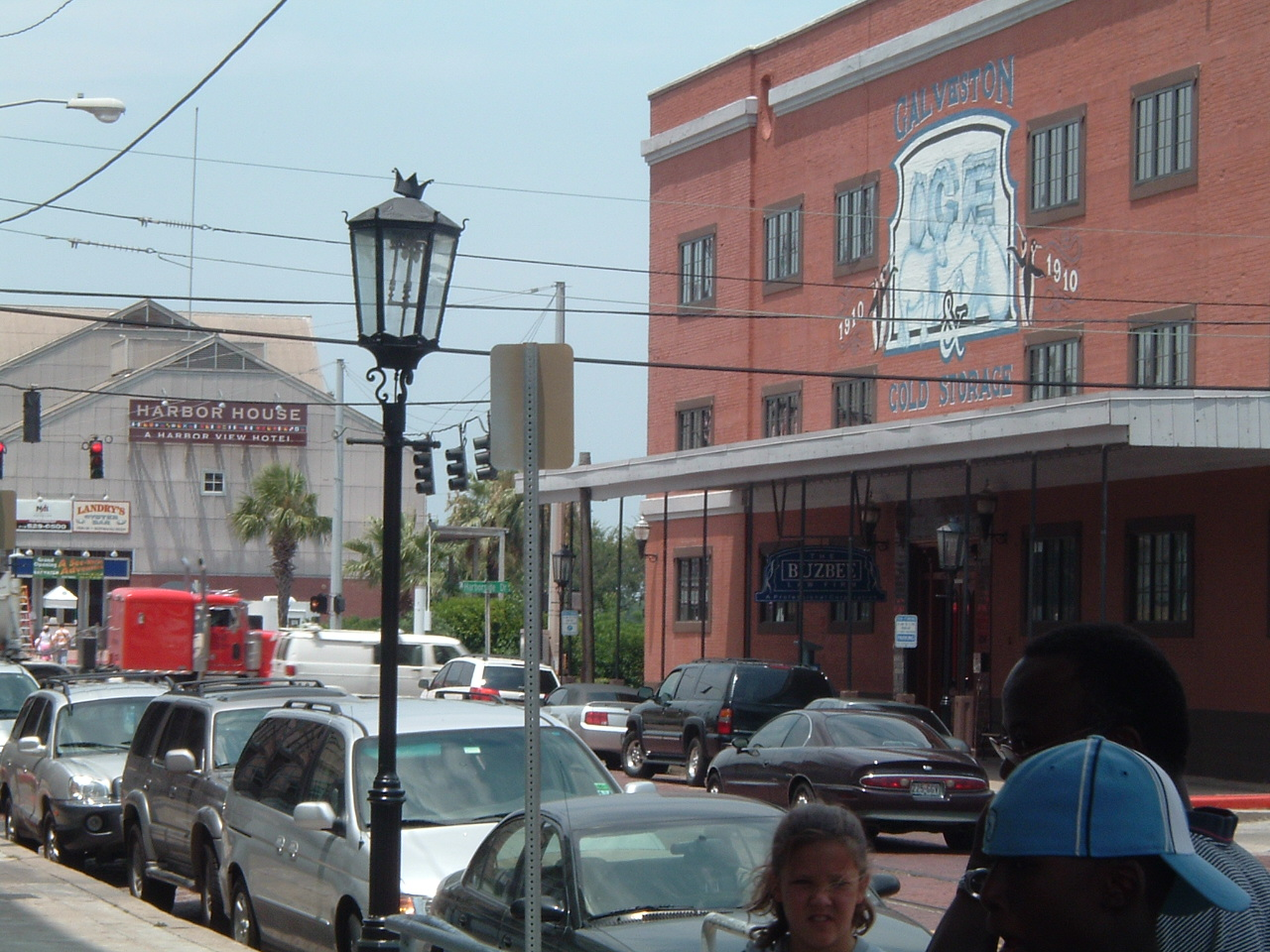
Straatbeeld, The Strand.

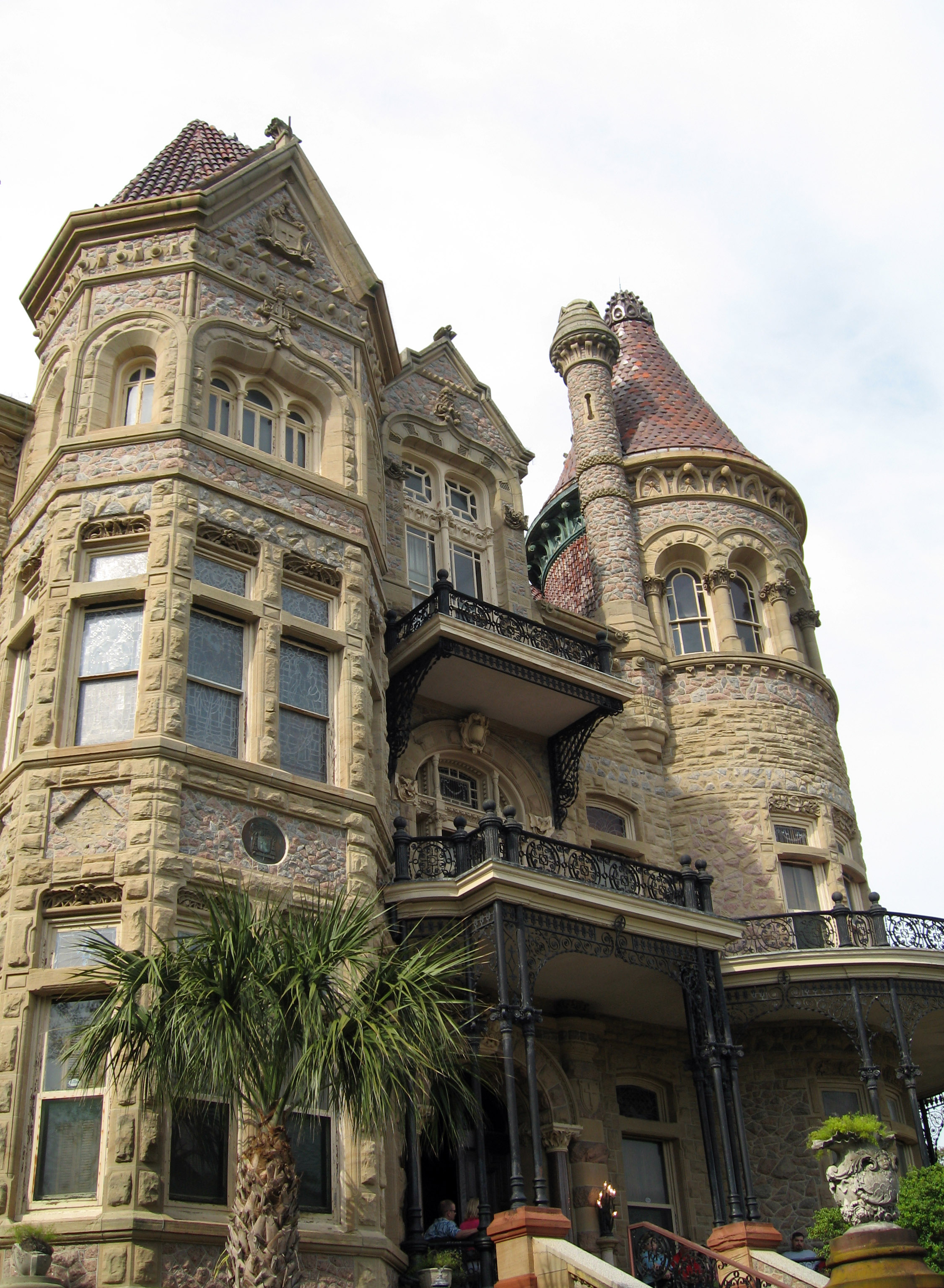
Bisschoppelijk Paleis

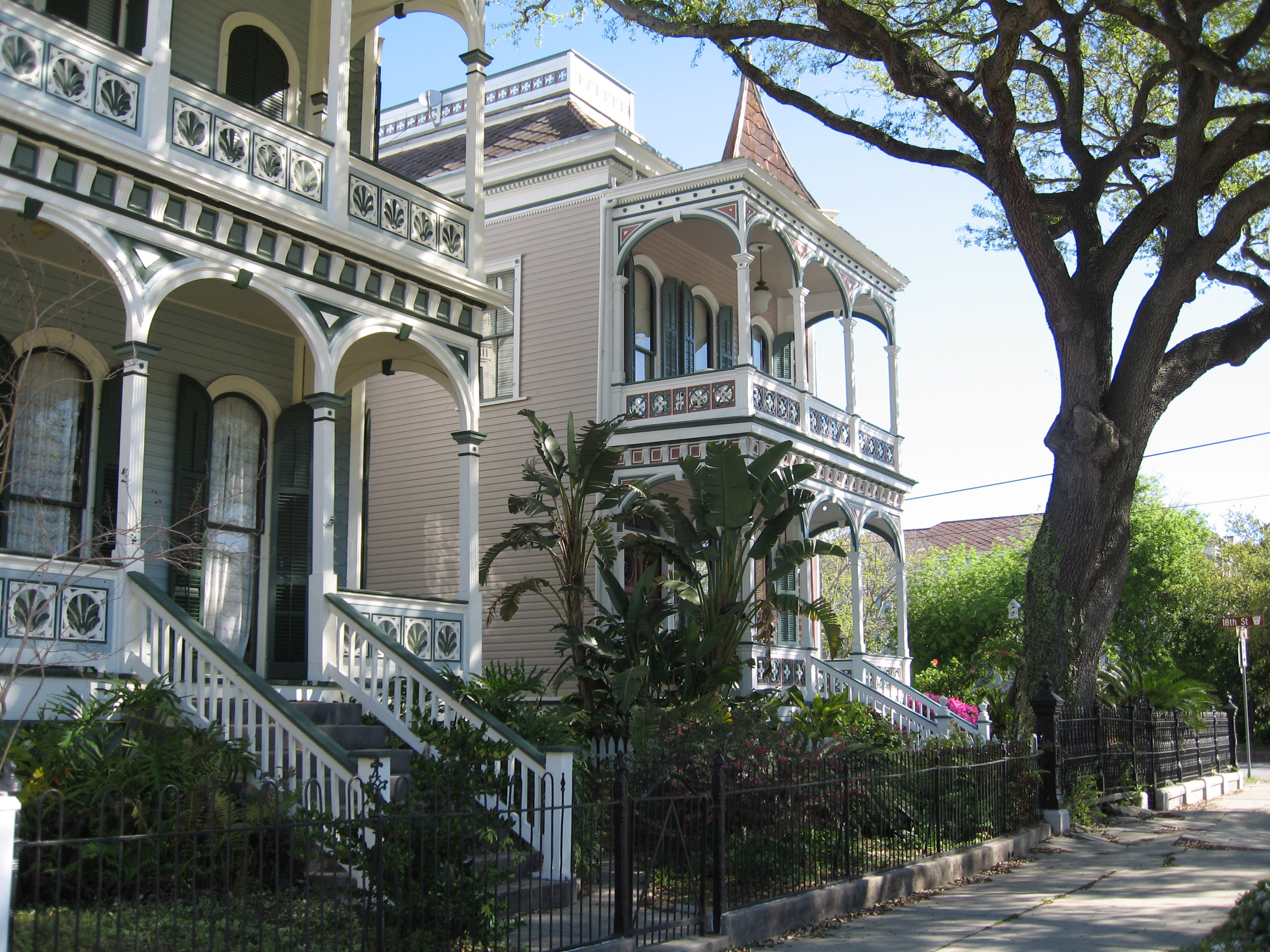
Victoriaanse huizen

Galveston is een eilandstad gelegen in Galveston County, USA in het gebied "Greater Houston" in Texas. In 2015 werd het aantal inwoners geschat op 50.180.

## Geschiedenis
Galveston is genoemd naar Bernardo de Gálvez, de Spaanse gouverneur van West-Louisiana. Daarna is het lange tijd Spaans gebied geweest.
Op 13 september 1816 hees de Mexicaanse opstandelingenleider José Manuel de Herrera de rebellenvlag, en verklaarde Galveston deel van de onafhankelijke Republiek Mexico. Hij benoemde toen de Franse piraat Louis Michel Aury tot gouverneur van Texas, met Galveston als zetel.
Op 19 juni 1865 werd de zwarte bevolking van Galveston medegedeeld dat de slavernij was afgeschaft. Dit gebeurde pas twee en een half jaar na de officiële afschaffing door President Lincoln. Deze datum afgekort tot Juneteenth wordt veelal gezien als het einde van de slavernij in de Verenigde Staten en werd in 2021 erkend als officiële nationale feestdag.
Galveston is bekend vanwege de Galvestonorkaan, die de stad in 1900 vernietigde, en met zo’n 8000 doden tot nog toe de dodelijkste eendaagse ramp op Amerikaans grondgebied is. Ook op 12 september 2008 kwam het eiland in het nieuws door de Orkaan Ike toen er verschillende branden woedden en Galveston onder water kwam te staan.

## Religie
Sinds 1847 is Galveston de zetel van een rooms-katholiek bisdom. Sinds 2004 is het een van de twee zetels van het aartsbisdom Galveston-Houston.

## Plaatsen in de nabije omgeving
De onderstaande figuur toont nabijgelegen plaatsen in een straal van 20 km rond Galveston.

## Geboren in Galveston
- Jack Johnson (1878-1946), bokser, "Galveston Giant"
- King Vidor (1894-1982), filmregisseur
- Katherine Helmond (1929-2019), actrice
- Frederick Tillis (1930-2020), componist, jazzsaxofonist en dichter
- Esther Phillips (1935-1984), zangeres
- Valerie Perrine (1943), actrice
- Barry White (1944-2003), zanger en producer
- Forrest Thomas (1953-2013), zanger
- Jonathan Pollard (1954), spion
- Liana Liberato (1995), actrice